# Laushub
Laushub  ist ein Gemeindeteil der Gemeinde Taufkirchen (Vils) im Landkreis Erding in Oberbayern.

## Lage
Die Einöde Laushub liegt in der Gemarkung Moosen fünf Kilometer südöstlich des Wasserschlosses Taufkirchen.

## Bevölkerungs- und Ortsentwicklung
Im Jahr 1820 lebten in Laushub 8 Einwohner in zwei Gebäuden. Um 1861 gab es sieben Einwohner in vier Gebäuden. Im Mai 1987 lebten dort sechs Einwohner in einem Wohngebäude.
| Jahr      | 1820 | 1861 | 1871 | 1925 | 1950 | 1970 | 1987 |
| Einwohner | 8    | 7    | 5    | 7    | 11   | 6    | 6    |

Nachdem dort jahrzehntelang konventionelle Landwirtschaft betrieben wurde, gibt es inzwischen, wie in vielen Bauernhöfen der Gegend, eine Biogasanlage, deren Erweiterung im Mai 2009 beantragt wurde.